# Paulino Carlos de Arruda Botelho
Paulino Carlos de Arruda Botelho (Piracicaba, 23 de março de 1834 – 23 de outubro de 1908) foi um fazendeiro e político brasileiro.
Irmão do Conde do Pinhal, começou sua vida política no Partido Liberal, em 1873. Com seu outro irmão, Bento Carlos, fundou o Partido Republicano Paulista de São Carlos em 1878. Deputado federal por São Paulo em 1891, foi reeleito por outros cinco mandatos, até 1908.
Defendeu a promulgação da Lei n. 169 de 1893, que instituiu a reunião das escolas públicas paulistas em Grupos Escolares.
Em sua homenagem, foram batizados o Primeiro Grupo Escolar (em 1906) e o Jardim Público de São Carlos (em 1908).